# Polygala gomesiana
Polygala gomesiana är en jungfrulinsväxtart som beskrevs av Friedrich Welwitsch och Oliver. Polygala gomesiana ingår i släktet jungfrulinssläktet, och familjen jungfrulinsväxter. Inga underarter finns listade i Catalogue of Life.